# Havrincourt
Havrincourt est une commune française située dans le département du Pas-de-Calais en région Hauts-de-France. Ses habitants sont appelés les Havrincourtois.
La commune fait partie de la communauté de communes du Sud-Artois, qui regroupe 64 communes et compte 27 059 habitants en 2021.

## Géographie

### Localisation
Localisée dans le sud-est du département du Pas-de-Calais et limitrophe du département du Nord, Havrincourt est une commune située, à vol d'oiseau, à 12 km au sud-ouest de la commune de Cambrai (aire d'attraction) et à 29 km au sud-est de la commune d’Arras (chef-lieu d'arrondissement et préfecture du Pas-de-Calais). Le territoire communal est traversé par l'autoroute A2.
Le territoire de la commune est limitrophe de ceux de neuf communes, dont trois, Boursies, Flesquières et Ribécourt-la-Tour, dans le département du Nord.
Les communes limitrophes sont Graincourt-lès-Havrincourt, Metz-en-Couture, Neuville-Bourjonval, Ruyaulcourt, Trescault, Boursies, Flesquières, Ribécourt-la-Tour et Hermies.

### Géologie et relief

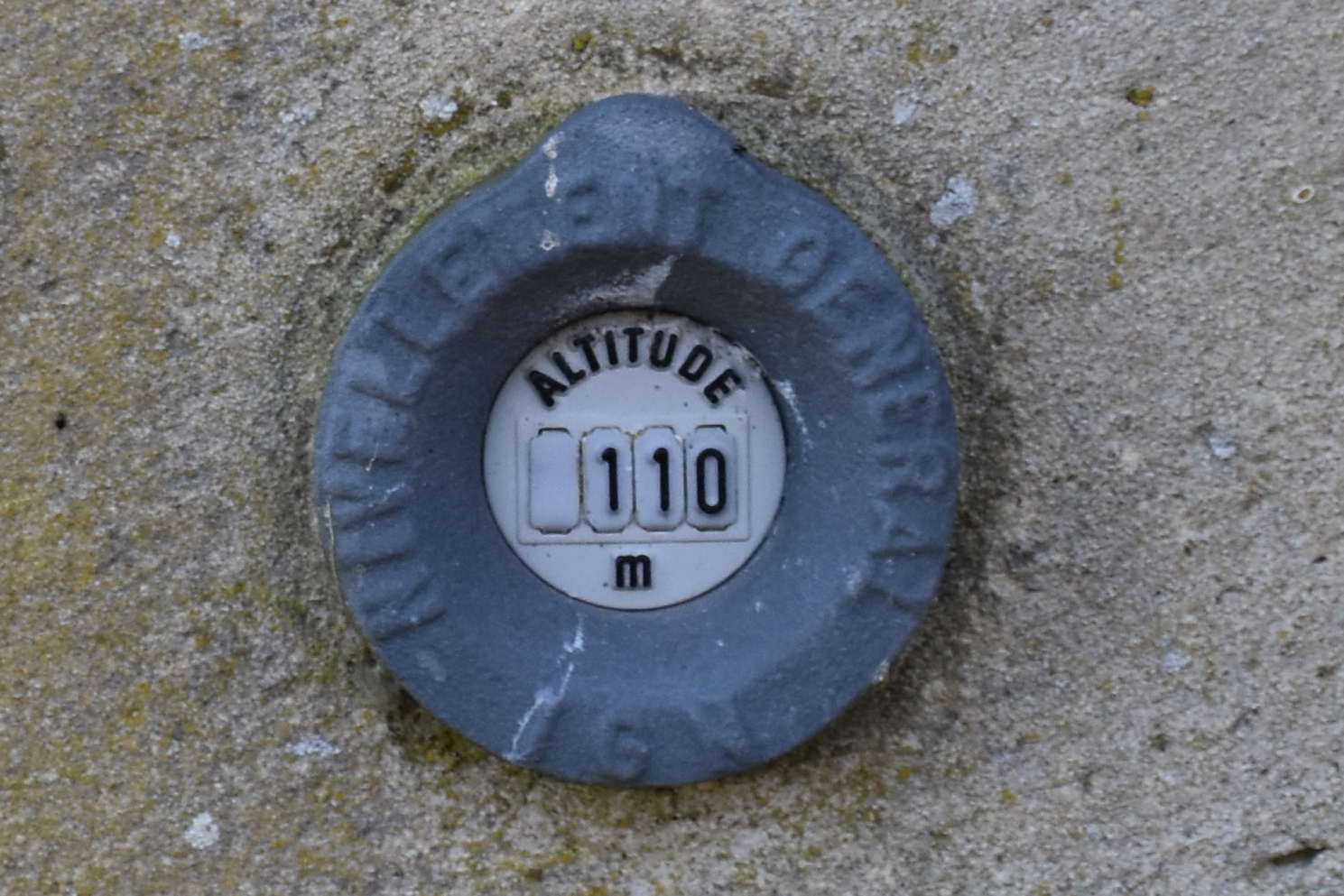
Borne de nivellement sur le mur de l'église- Altitude 110 m.

La superficie de la commune est de 16,61 km2 ; son altitude varie de 67  à   132 m.

### Hydrographie
Le territoire de la commune est situé dans le bassin Artois-Picardie.
Le territoire communal est traversé par le canal du Nord et est drainé par le Riot, qui se jette dans l'Eauette (affluent de l'Escaut) à Marcoing.

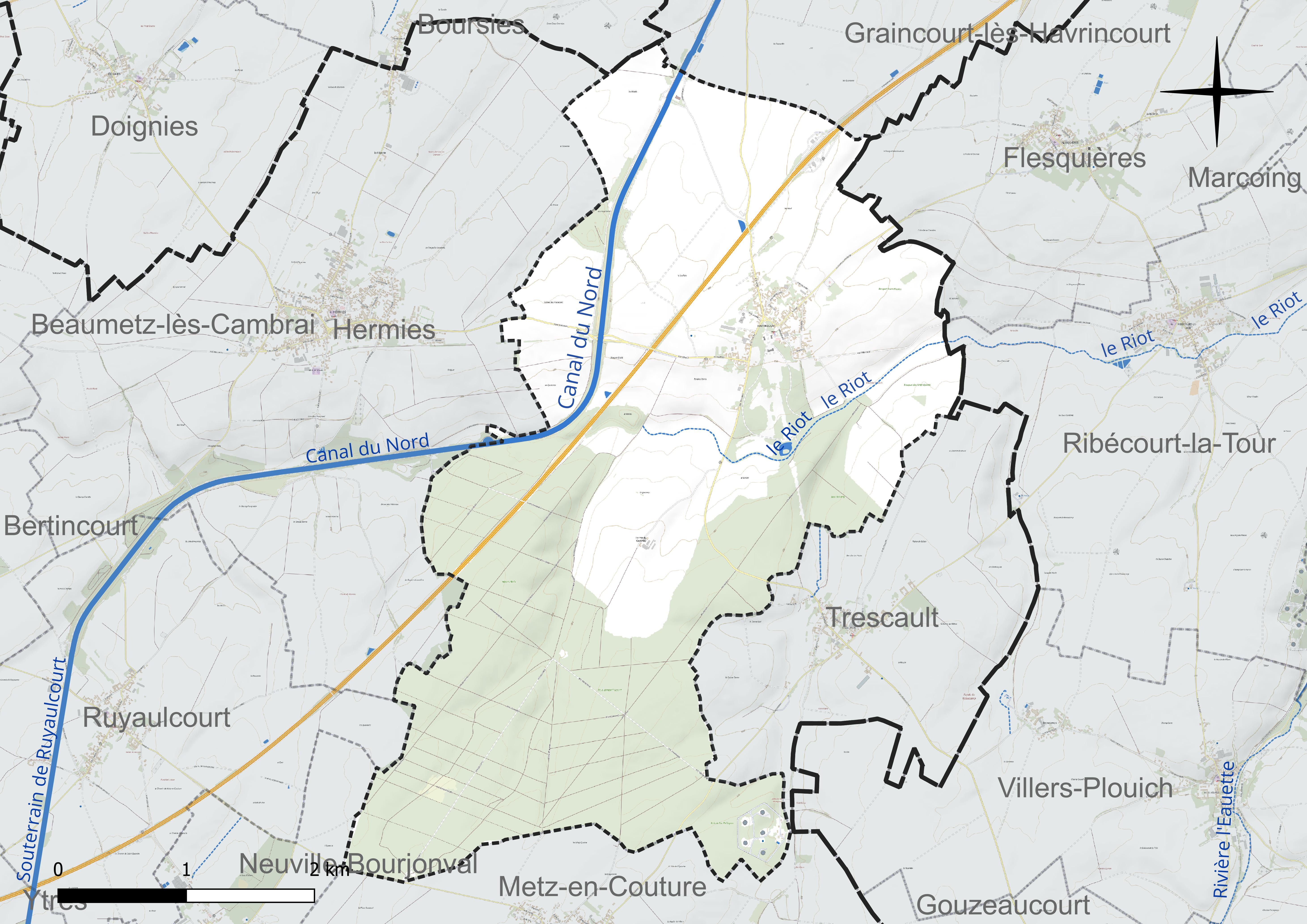
Réseau hydrographique d'Havrincourt.

### Climat
Pour des articles plus généraux, voir Climat des Hauts-de-France et Climat du Pas-de-Calais.
En 2010, le climat de la commune est de type climat océanique dégradé des plaines du Centre et du Nord, selon une étude du CNRS s'appuyant sur une série de données couvrant la période 1971-2000. En 2020, Météo-France publie une typologie des climats de la France métropolitaine dans laquelle la commune est exposée à un climat océanique et est dans la région climatique Nord-est du bassin Parisien, caractérisée par un ensoleillement médiocre, une pluviométrie moyenne régulièrement répartie au cours de l’année et un hiver froid (3 °C).
Pour la période 1971-2000, la température annuelle moyenne est de 10,1 °C, avec une amplitude thermique annuelle de 14,5 °C. Le cumul annuel moyen de précipitations est de 675 mm, avec 11,4 jours de précipitations en janvier et 8,9 jours en juillet. Pour la période 1991-2020, la température moyenne annuelle observée sur la station météorologique la plus proche, située sur la commune d'Épehy à 12 km à vol d'oiseau, est de 10,6 °C et le cumul annuel moyen de précipitations est de 752,8 mm,. Pour l'avenir, les paramètres climatiques de la commune estimés pour 2050 selon différents scénarios d'émission de gaz à effet de serre sont consultables sur un site dédié publié par Météo-France en novembre 2022.

### Paysages
Pour un article plus général, voir Paysage en France.
La commune est située dans le paysage régional des grands plateaux artésiens et cambrésiens tel que défini dans l’atlas des paysages de la région Nord-Pas-de-Calais, conçu par la direction régionale de l'Environnement, de l'Aménagement et du Logement (DREAL),. Ce paysage régional, qui concerne 238 communes, est dominé par les « grandes cultures » de céréales et de betteraves industrielles qui représentent 70 % de la surface agricole utilisée (SAU).

### Milieux naturels et biodiversité

#### Zone naturelle d'intérêt écologique, faunistique et floristique
L’inventaire des zones naturelles d'intérêt écologique, faunistique et floristique (ZNIEFF) a pour objectif de réaliser une couverture des zones les plus intéressantes sur le plan écologique, essentiellement dans la perspective d’améliorer la connaissance du patrimoine naturel national et de fournir aux différents décideurs un outil d’aide à la prise en compte de l’environnement dans l’aménagement du territoire.
Le territoire communal comprend une ZNIEFF de type 1 : le bois d'Havrincourt, d’une superficie de 2 406 ha et d'une altitude variant de 68  à   132 mètres. C’est la zone boisée la plus vaste du Cambrésis essentiellement occupé par de grandes cultures.

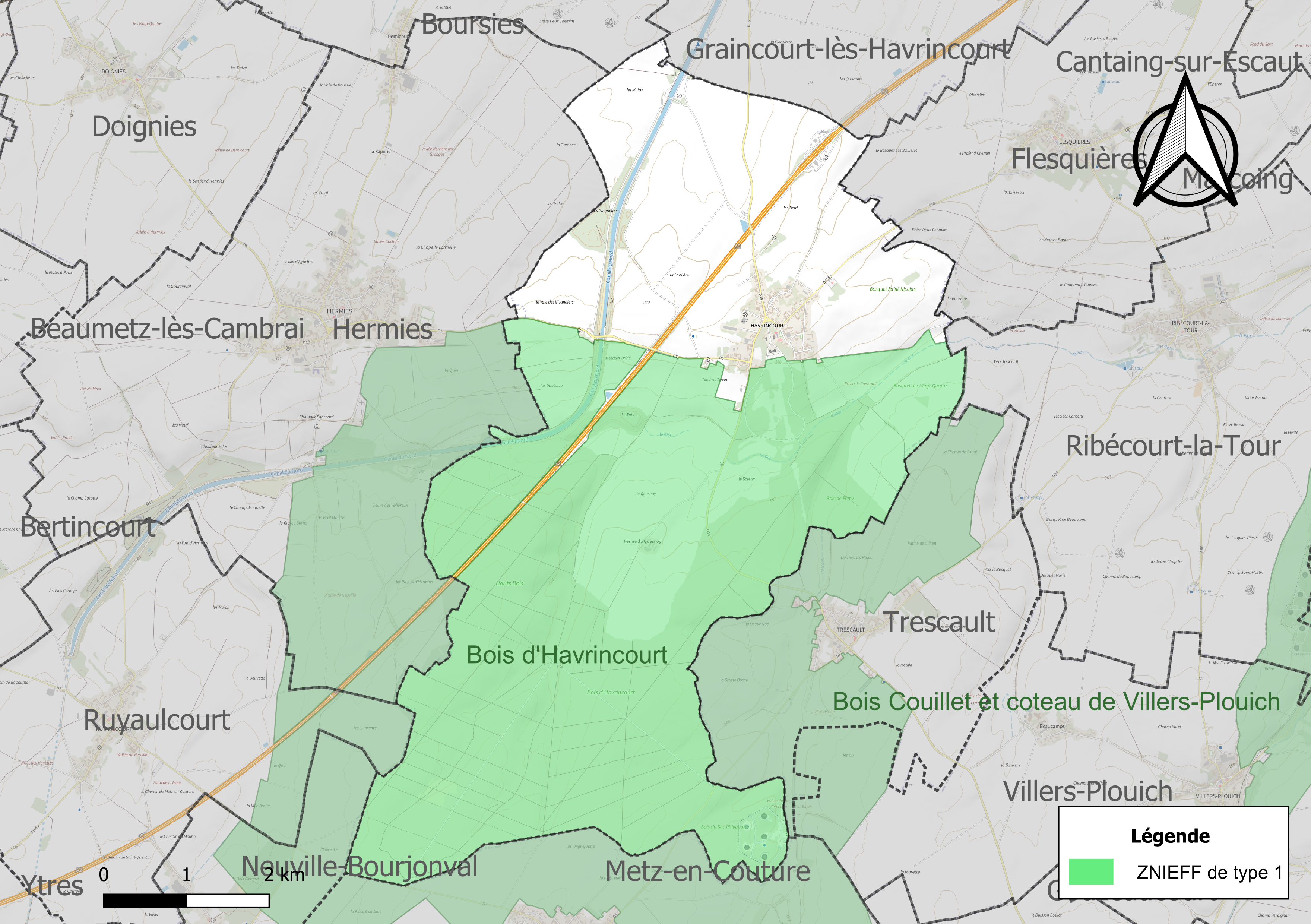
Carte de la ZNIEFF sur la commune.

#### Espèces faunistiques et floristiques
Le site de l’Inventaire national du patrimoine naturel (INPN) recense plusieurs espèces faunistiques et floristiques sur le territoire de la commune dont certaines sont protégées et d’autres menacées et quasi-menacées.

## Urbanisme

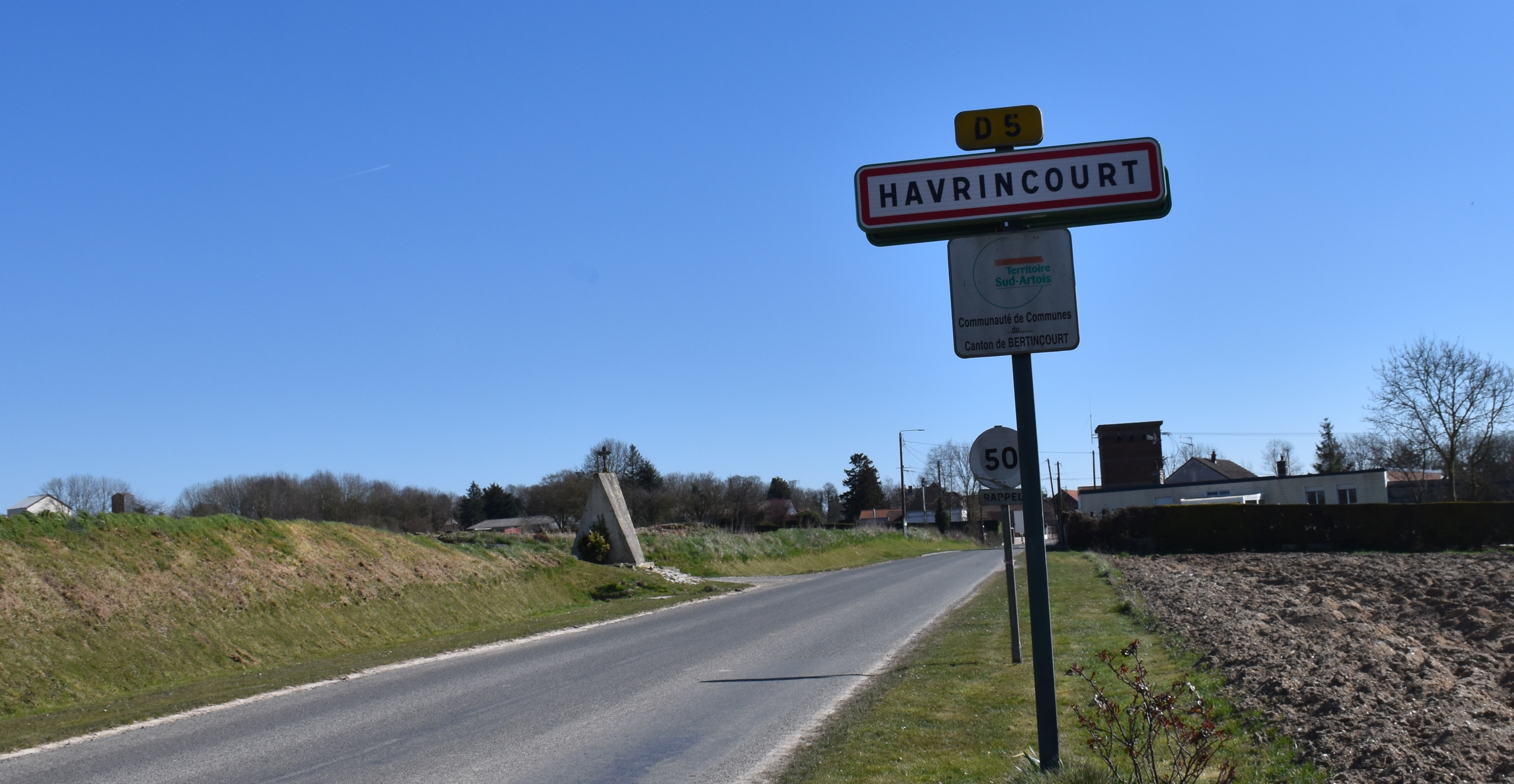
Une entrée du village.

### Typologie
Au 1er janvier 2024, Havrincourt est catégorisée commune rurale à habitat dispersé, selon la nouvelle grille communale de densité à sept niveaux définie par l'Insee en 2022.
Elle est située hors unité urbaine. Par ailleurs la commune fait partie de l'aire d'attraction de Cambrai, dont elle est une commune de la couronne,. Cette aire, qui regroupe 64 communes, est catégorisée dans les aires de 50 000 à moins de 200 000 habitants,.

### Occupation des sols
L'occupation des sols de la commune, telle qu'elle ressort de la base de données européenne d’occupation biophysique des sols Corine Land Cover (CLC), est marquée par l'importance des territoires agricoles (50,9 % en 2018), une proportion sensiblement équivalente à celle de 1990 (51,4 %). La répartition détaillée en 2018 est la suivante : 
terres arables (50,9 %), forêts (38,2 %), milieux à végétation arbustive et/ou herbacée (8,3 %), zones urbanisées (2,5 %). L'évolution de l’occupation des sols de la commune et de ses infrastructures peut être observée sur les différentes représentations cartographiques du territoire : la carte de Cassini (XVIIIe siècle), la carte d'état-major (1820-1866) et les cartes ou photos aériennes de l'IGN pour la période actuelle (1950 à aujourd'hui).

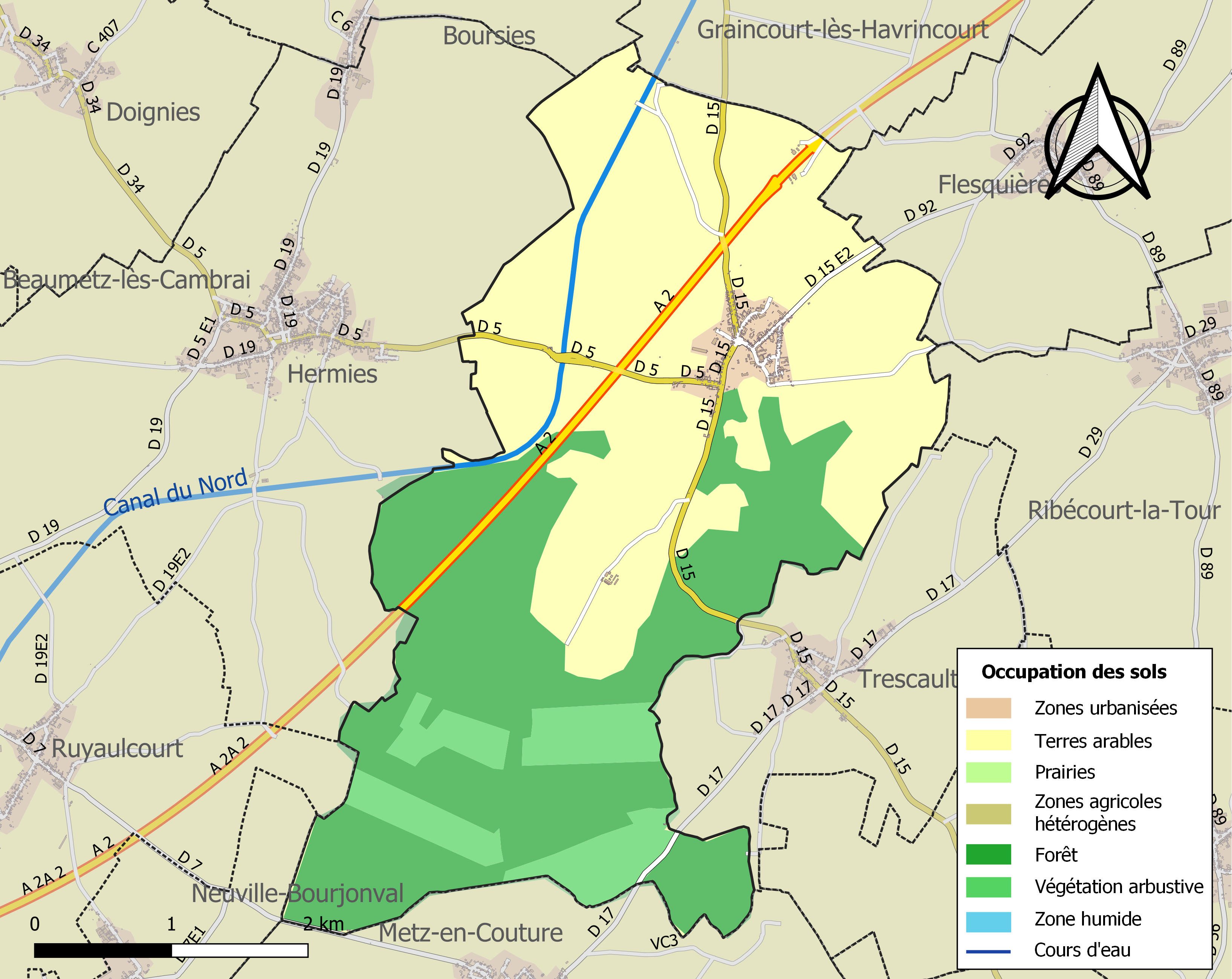
Carte des infrastructures et de l'occupation des sols de la commune en 2018 (CLC).

### Voies de communication et transports

#### Transports
La commune était située sur la ligne de chemin de fer d'Achiet à Bapaume et Marcoing, une ancienne ligne de chemin de fer secondaire qui reliait, entre 1871 et 1969, Achiet-le-Grand dans le département du Pas de Calais à Marcoing dans le département du Nord.
Le canal Seine-Nord Europe (CSNE), reliant l'agglomération parisienne avec le réseau fluvial du Nord de la France et du Benelux et dont l'ouverture est prévue en 2030, traverse le territoire de la commune.

## Toponymie
Havrancurth (1121), Haverencurt (1126), Havraincurt (1148), Averncurt (1179) ; Havringen, en flamand[réf. nécessaire].

## Histoire

### Préhistoire et antiquité
Cette partie de la région connaît une occupation humaine probablement au moins depuis la fin de la dernière glaciation.
Les archéologues, par exemple lors de fouille faisant suite au diagnostic réalisé du 9 mars au 17 avril 2009 dans le cadre du projet de creusement du canal dit canal Seine-Nord ont découvert à Bourlon et sur le territoire des communes voisines des preuves d'habitat et d'agriculture pour la période allant du IVe siècle avant notre ère, et plus encore pour la fin de la période gauloise (fin du Ier siècle avant notre ère). Les restes archéologiques ont cependant été fortement dégradés par les labours successifs,
Sur les 150 hectares de la future zone portuaire de Marquion, les archéologues de l'INRAP ont trouvé plusieurs habitats conservés dans le sol depuis la fin de la période néolithique (IIIe millénaire avant notre ère). Des tombes de l'âge du bronze ont aussi été trouvées, de même que des restes d'enclos circulaires à tumulus (plus de 40 m de diamètre pour le plus grand), avec de nombreux restes d'habitations de la même époque sur le site.
Plusieurs vestiges plus récents (âge du Fer) tels que bâtiments agricoles, monument funéraire aristocratique, nécropoles et chemins ont aussi été trouvés, antérieurs à une villa gallo-romaine (plus de 200 m de long sur 100 m de large) équipée de thermes.

### Circonscriptions d'Ancien Régime
Havrincourt était le siège d'une seigneurie, devenue ultérieurement baronnie.
À la fin de l'Ancien Régime, le village relevait en 1789 du bailliage de Bapaume et suivait la coutume d'Artois.
Son église paroissiale, qui était placée sous l'autorité du diocèse de Cambrai, doyenné de Beaumetz-lez-Cambrai, était consacrée à saint Géry. Le chapitre de Cambrai avait le pouvoir d'en nommer le curé.
En mars 1693, la baronnie d'Havrincourt est érigée en marquisat (marquis) par lettres prises par Louis XIV, à Chantilly. La baronnie d'Havrincourt relève du roi à cause de son comté d'Artois, est composée de 1800 arpens de terre, 800 arpens de bois et autres grands revenus et droits seigneuriaux et féodaux. Elle possède toute la justice seigneuriale, un ancien château et plusieurs terres et fiefs considérables en relèvent, entre autres le marquisat de Guenecourt (Guignicourt ?), situé au pays d'Artois.

#### Famille de Cardevac d'Havrincourt
- La famille de Cardevac d'Havrincourt, seigneurs de la localité, avait pour devise Mieux mourir que me ternir[25].
- Charles de Cardevacque est un de leurs ancêtres. Il bénéficie le 12 juin 1596 de lettres d'anoblissement données à Tolède. il est alors seigneur de Beaumont, ancien avocat postulant au Conseil provincial d'Artois. Ces lettres ont été enregistrées le 13 mai 1597, moyennant versement de 628 florins. Il a contribué à chasser les rebelles d'Arras (dans le cadre de la révolte des Pays-Bas contre les Espagnols : Guerre de Quatre-Vingts Ans). Il a épousé une dame noble et possède pluseiurs terres et seigneuries. Ses armes reprises, au moins partiellement pas ses descendants, sont : « D'hermines au chef de sable, casque treillé:; lambrequins et bourlet d'hermine et de sable »[26].
- François Dominique de Cardevacque, (Cardevac), baron d'Havrincourt, reçoit en mars 1693, par lettres données à Chantilly par le roi Louis XIV, le titre de marquis pour la terre d'Havrincourt. Il est colonel d'un régiment de dragons d'Artois depuis plusieurs années, s'est signalé aux combats d'Euren et d'Arteville[24].
- Anne Gabriel Pierre de Cardevac (Cardevacque) d'Havrincourt obtient le 9 novembre 1769, une sentence de noblesse et d'enregistrement de titres de noblesse. Il est marquis d'Havrincourt, gouverneur de la ville d'Hesdin[27], colonel dans le régiment des Grenadiers de France et petit-fils de François Dominique de Cardevacque. Le 16 janvier 1770, il fait enregistrer à la chambre des comptes de Paris, les lettres donnant le titre de marquis à son grand-père[24].
- Alphonse de Cardevac d'Havrincourt (1806-1892), né et mort à Havrincourt, marquis d'Havrincourt, novateur en agriculture, homme politique français (maire, conseiller général, président du conseil général du Pas-de-Calais, député, sénateur).

### XIXesiècle
Le village a été desservi par une ligne de chemin de fer secondaire à voie normale du département du Pas-de-Calais : le chemin de fer d'Achiet à Bapaume et Marcoing de 1877 à 1969,.
Les Cardevac d'Havrincourt demeurent solidement implantés dans la commune donnant notamment deux maires à celle-ci (voir Section Politique et administration ci-dessous).

### Première Guerre mondiale

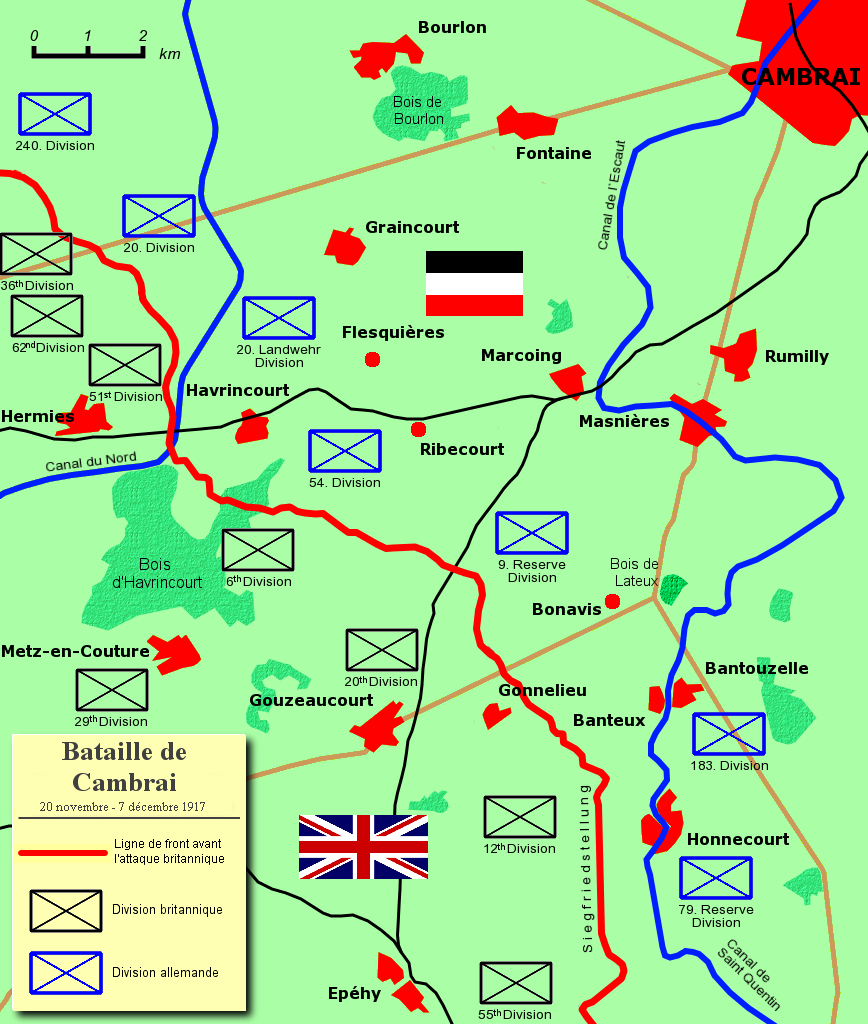
Position des forces en présence lors du déclenchement de la bataille de Cambrai (1917).

Le château  a servi de siège d’état major vers 1916, lors de l’occupation allemande.
Le village était un avant-poste stratégique de la ligne Hindenburg qui contrôlait le passage le long du ravin du canal du Nord et a fait l'objet d'importants combats,,.
Il est détruit lors de la retraite allemande de 1917, et de la bataille de Cambrai (1917), puis lors de la bataille d'Havrincourt,.
La commune est décorée de la croix de guerre 1914-1918 le 23 septembre 1920, distinction également attribuée à 276 autres communes du Pas-de-Calais,.

## Politique et administration

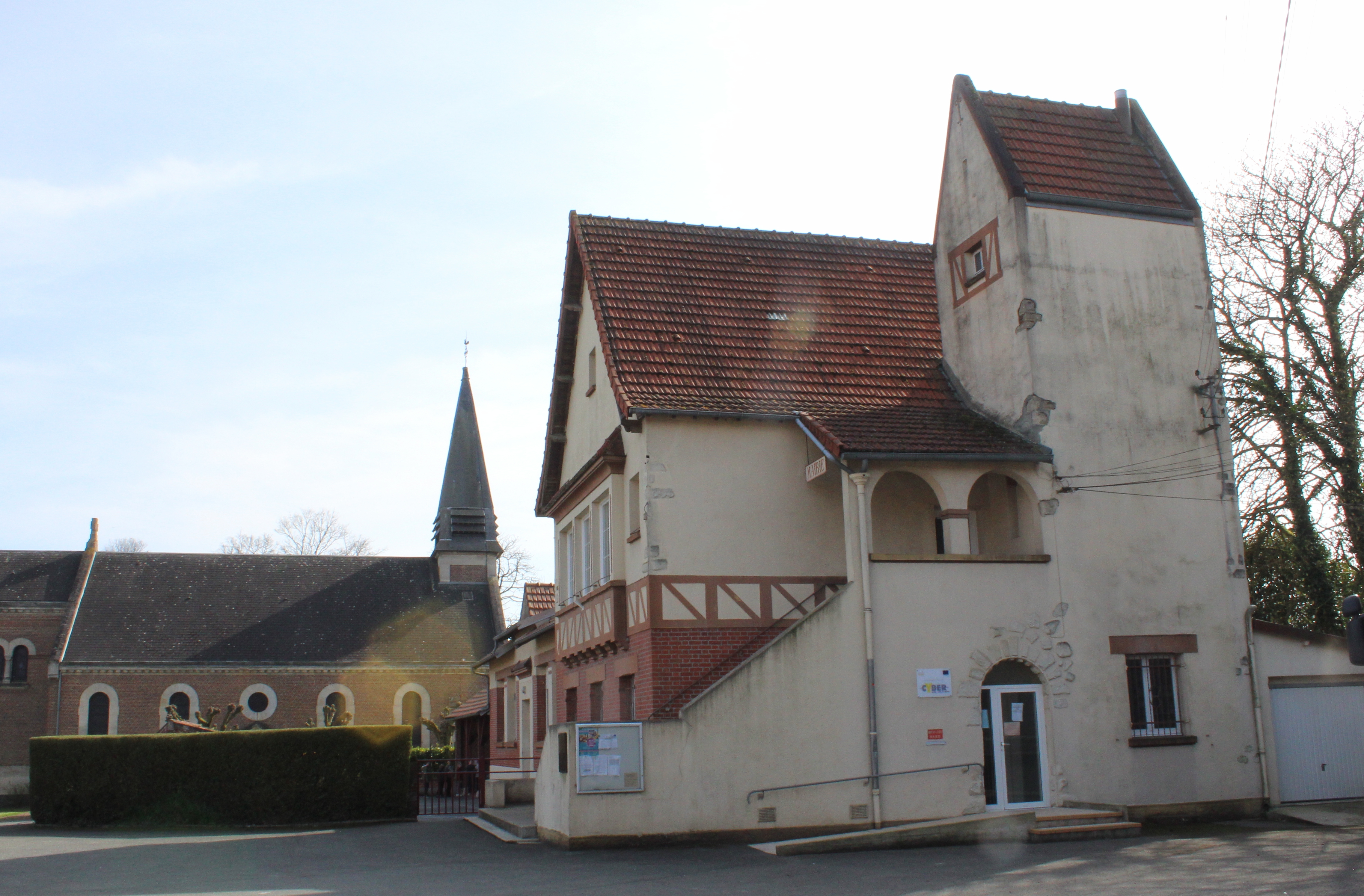
La mairie.

### Découpage territorial
La commune se trouve  dans l'arrondissement d'Arras du département du Pas-de-Calais.

#### Commune et intercommunalités
La commune était membre de la petite  communauté de communes du canton de Bertincourt, créée fin 1992.
Dans le cadre de la réforme des collectivités territoriales, celle-ci fusionne avec sa voisine pour former, le 1er janvier 2013, la communauté de communes du Sud-Artois, dont est désormais membre la commune.

#### Circonscriptions administratives
La commune faisait partie depuis 1801 du canton de Bertincourt. Dans le cadre du redécoupage cantonal de 2014 en France, la commune est désormais rattachée au canton de Bapaume.

#### Circonscriptions électorales
Pour l'élection des députés, la commune fait partie depuis 1988 de la première circonscription du Pas-de-Calais.

### Élections municipales et communautaires

#### Liste des maires
| Période                                  | Période                    | Identité                                 | Étiquette | Qualité |
| ---------------------------------------- | -------------------------- | ---------------------------------------- | --------- | --- |
| Les données manquantes sont à compléter. |                            |                                          |           | |
| en 1806                                  | 1833                       | Anaclet Henry de Cardevac d'Havrincourt. |           | |
| 1837                                     | 1892                       | Alphonse de Cardevac d'Havrincourt,      |           | marquis d'Havrincourt, fils du précédent, agriculteur industriel, chambellan de l'Empereur Napoléon III, député (1849 → 1851, 1863 → 1869, 1877 → 1881) sénateur du Pas-de-Calais (1886 → 1891) conseiller général de Bertincourt (1847 → 1892) mort en fonction |
| Les données manquantes sont à compléter. |                            |                                          |           | |
|                                          | 2001                       | Jean Huguet                              |           | |
| mars 2001                                | 2008                       | Jean Mascaux                             |           | |
| mars 2008                                | En cours (au 19 mars 2022) | Lionel Antinori                          |           | Technicien Réélu pour le mandat 2014-2020, Réélu pour le mandat 2020-2026, |

## Population et société

### Démographie
Les habitants de la commune sont appelés les Havrincourtois.

#### Évolution démographique
L'évolution du nombre d'habitants est connue à travers les recensements de la population effectués dans la commune depuis 1793. Pour les communes de moins de 10 000 habitants, une enquête de recensement portant sur toute la population est réalisée tous les cinq ans, les populations de référence des années intermédiaires étant quant à elles estimées par interpolation ou extrapolation. Pour la commune, le premier recensement exhaustif entrant dans le cadre du nouveau dispositif a été réalisé en 2006.

En 2022, la commune comptait 357 habitants, en évolution de −10,97 % par rapport à 2016 (Pas-de-Calais : −0,72 %, France hors Mayotte : +2,11 %).
| 1793 | 1800 | 1806  | 1821  | 1831  | 1836  | 1841  | 1846  | 1851  |
| ---- | ---- | ----- | ----- | ----- | ----- | ----- | ----- | ----- |
| 426  | 914  | 1 097 | 1 044 | 1 132 | 1 194 | 1 209 | 1 202 | 1 121 |

| 1856  | 1861  | 1866  | 1872  | 1876  | 1881  | 1886  | 1891  | 1896  |
| ----- | ----- | ----- | ----- | ----- | ----- | ----- | ----- | ----- |
| 1 080 | 1 108 | 1 118 | 1 167 | 1 172 | 1 215 | 1 181 | 1 164 | 1 094 |

| 1901  | 1906  | 1911  | 1921 | 1926 | 1931 | 1936 | 1946 | 1954 |
| ----- | ----- | ----- | ---- | ---- | ---- | ---- | ---- | ---- |
| 1 081 | 1 065 | 1 145 | 544  | 582  | 613  | 593  | 506  | 453  |

| 1962 | 1968 | 1975 | 1982 | 1990 | 1999 | 2006 | 2011 | 2016 |
| ---- | ---- | ---- | ---- | ---- | ---- | ---- | ---- | ---- |
| 440  | 436  | 379  | 402  | 353  | 374  | 364  | 402  | 401  |

| 2021 | 2022 | - | - | - | - | - | - | - |
| ---- | ---- | - | - | - | - | - | - | - |
| 373  | 357  | - | - | - | - | - | - | - |

#### Pyramide des âges
La population de la commune est relativement jeune.
En 2018, le taux de personnes d'un âge inférieur à 30 ans s'élève à 41,3 %, soit au-dessus de la moyenne départementale (36,7 %). À l'inverse, le taux de personnes d'âge supérieur à 60 ans est de 21,5 % la même année, alors qu'il est de 24,9 % au niveau départemental.
En 2018, la commune comptait 204 hommes pour 199 femmes, soit un taux de 50,62 % d'hommes, largement supérieur au taux départemental (48,50 %).
Les pyramides des âges de la commune et du département s'établissent comme suit.
| Hommes | Classe d’âge | Femmes |
| ------ | ------------ | ------ |
| 0,0    | 90 ou +      | 2,0    |
| 7,7    | 75-89 ans    | 8,4    |
| 13,5   | 60-74 ans    | 11,4   |
| 20,6   | 45-59 ans    | 18,5   |
| 15,3   | 30-44 ans    | 19,9   |
| 23,8   | 15-29 ans    | 16,1   |
| 19,1   | 0-14 ans     | 23,7   |

| Hommes | Classe d’âge | Femmes |
| ------ | ------------ | ------ |
| 0,5    | 90 ou +      | 1,6    |
| 5,6    | 75-89 ans    | 8,9    |
| 16,7   | 60-74 ans    | 18,1   |
| 20,2   | 45-59 ans    | 19,2   |
| 18,9   | 30-44 ans    | 18,1   |
| 18,2   | 15-29 ans    | 16,2   |
| 19,9   | 0-14 ans     | 17,9   |

## Culture locale et patrimoine

### Lieux et monuments
- Le château, situé au centre du village. C'est le troisième construit sur ce site et ils ont tous appartenu à la famille de Cardevac d'Havrincourt. Le premier a été brûlé pendant la Révolution française. Le second a été construit en 1880 a été détruit par l'armée allemande  à la fin de la Première Guerre mondiale.

L'édifice actuel a été construit en 1928 et est une réplique du château de Saint-Loup-sur-Thouet.
Un parterre à la française est aménagé entre deux communs et la façade arrière est précédée d’une terrasse monumentale et d’un escalier à double volée. La grille d'entrée provient de l’ancien château de Vélu détruit pendant la guerre.

Vues du château
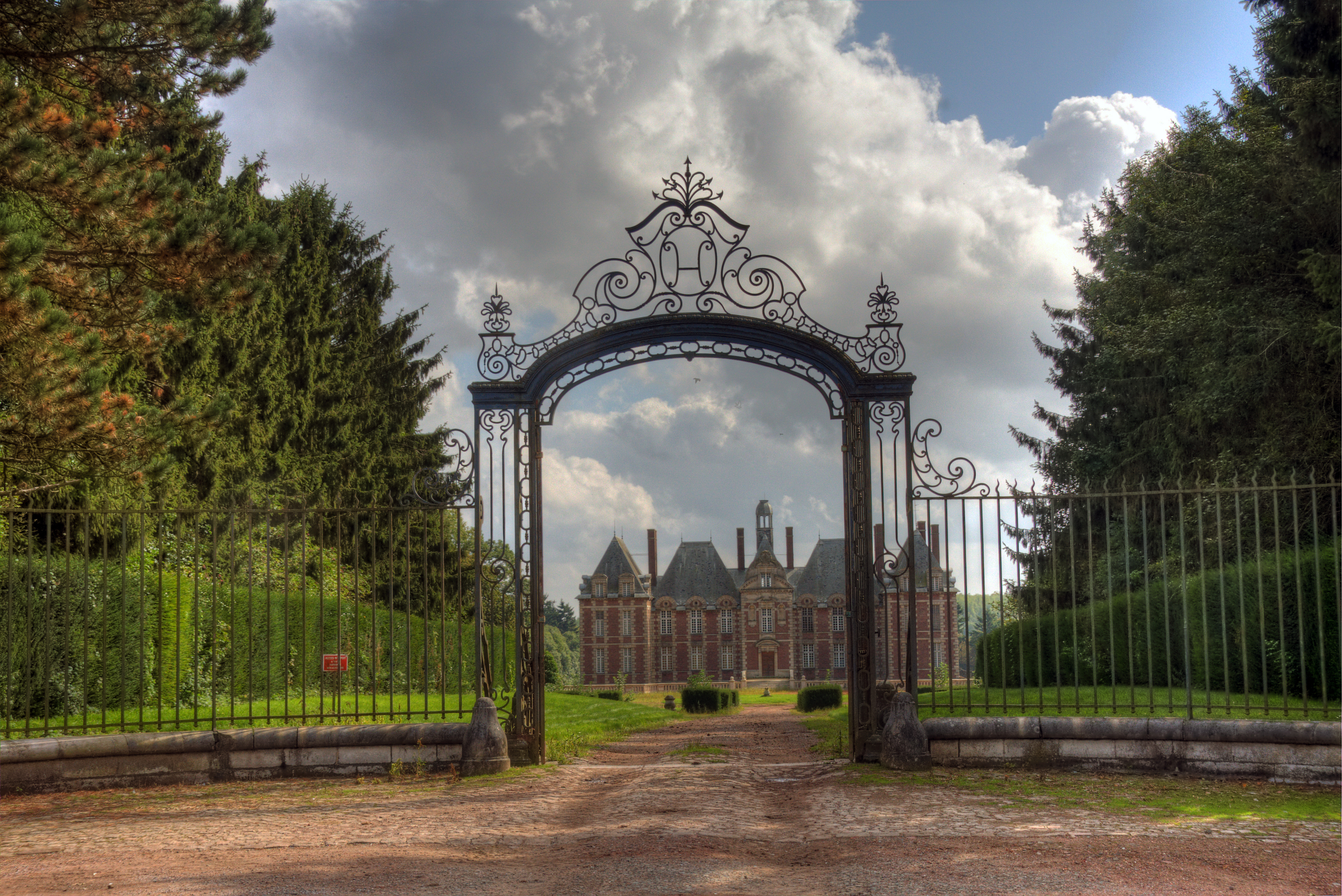
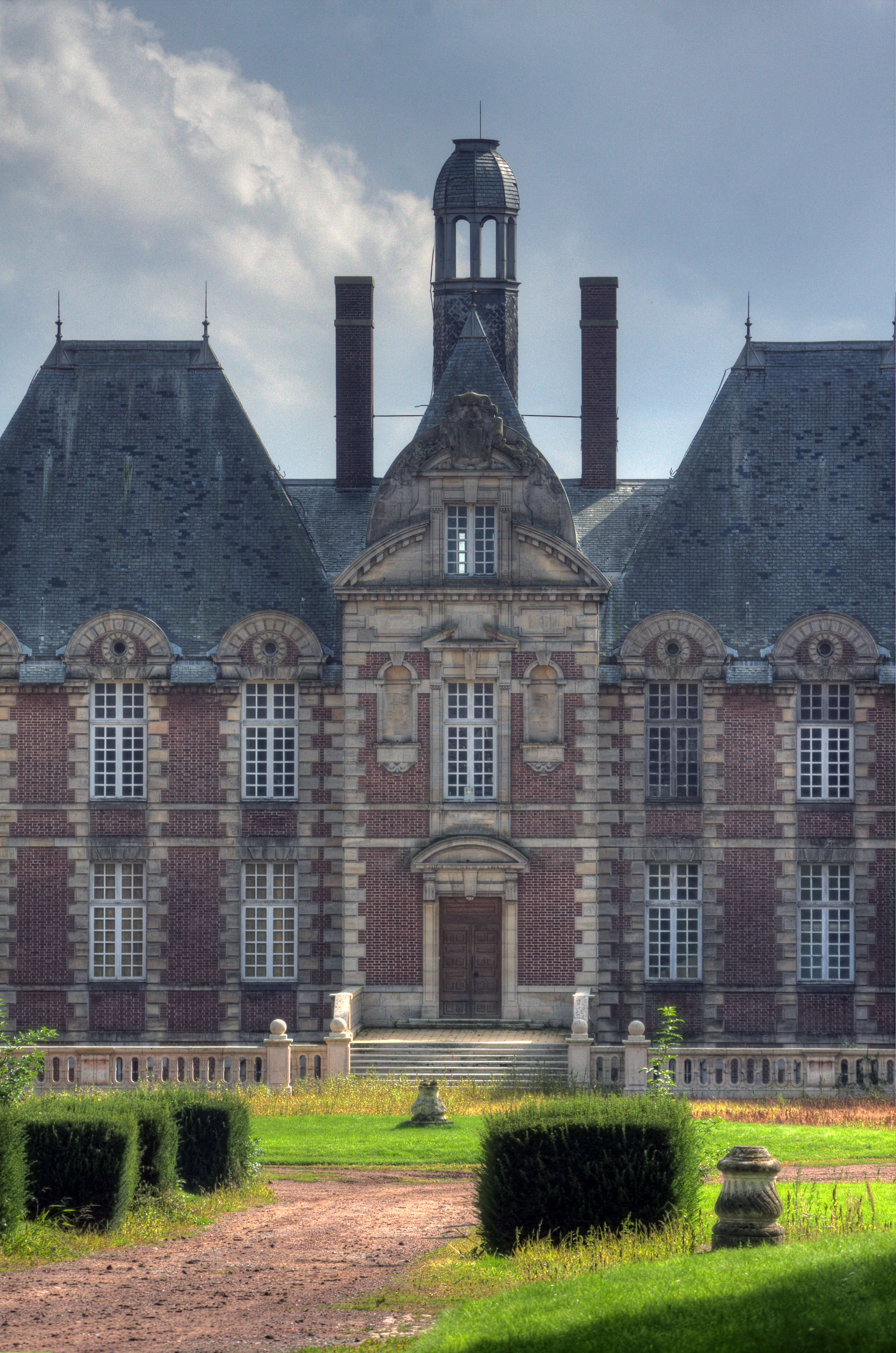
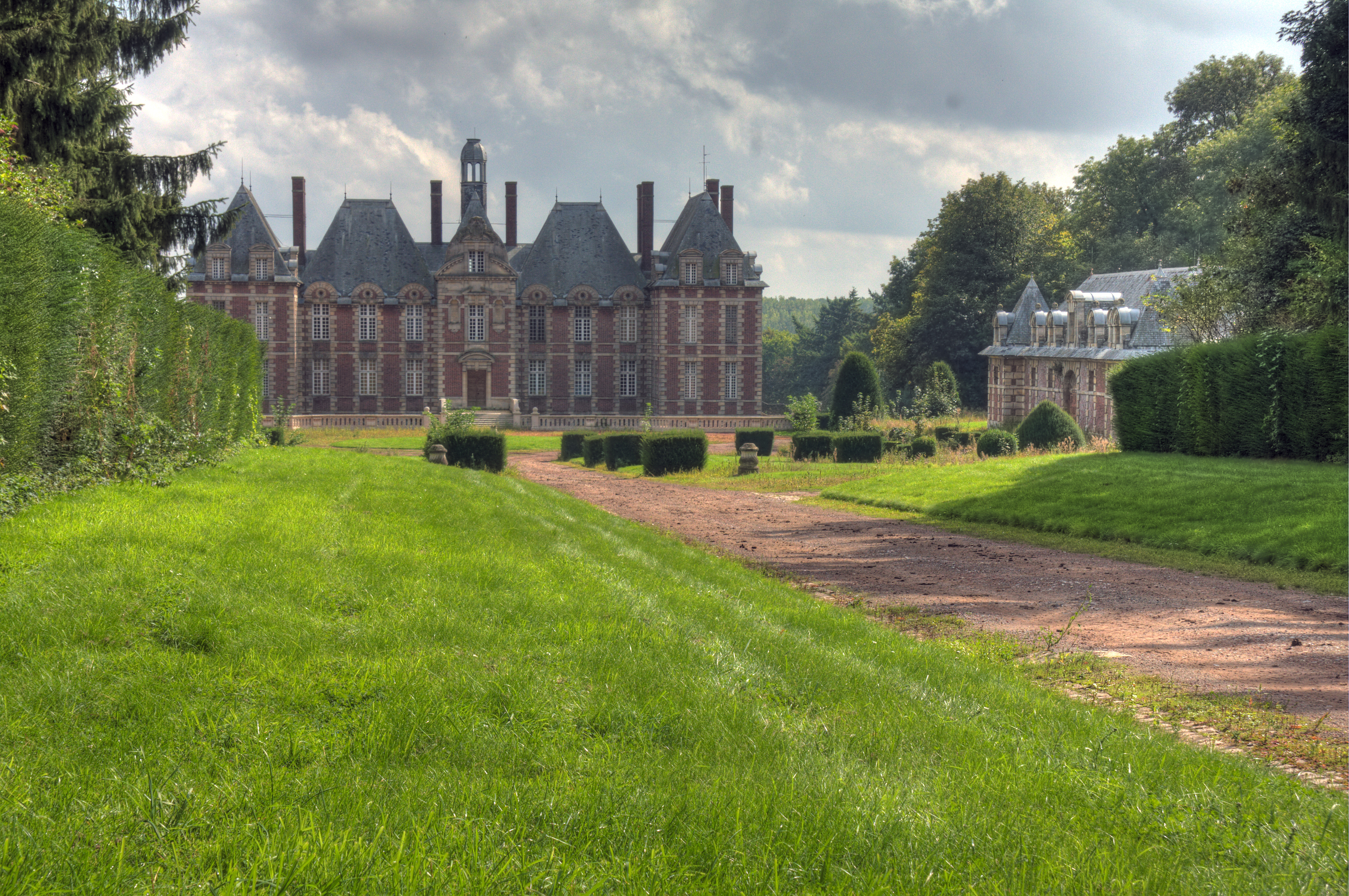
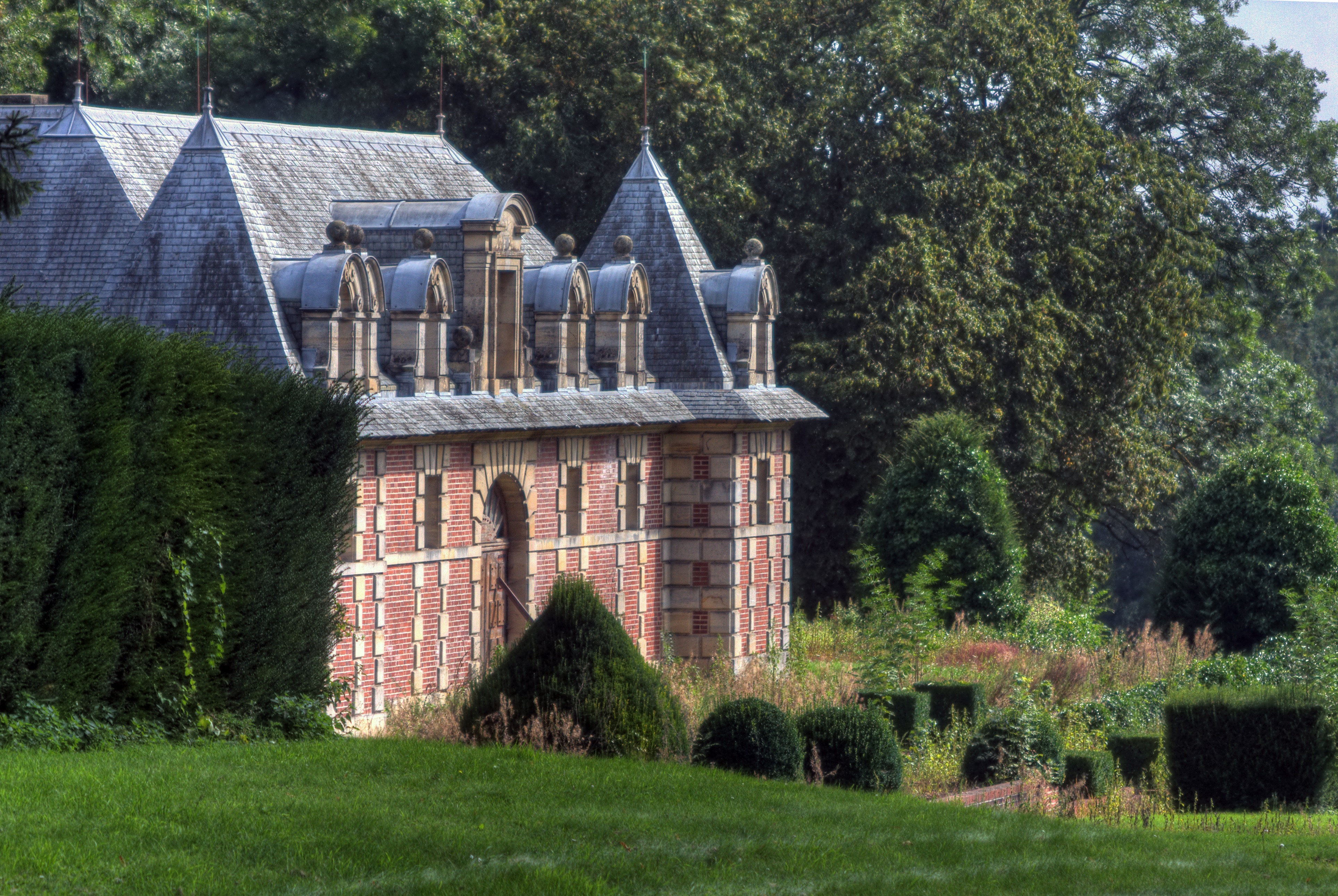

- L'église Saint-Géry.
- Le monument anglais.
- Le monument aux morts de 1923, réalisé par le sculpteur Lucien Brasseur[52],[53].
- Le monument à la 62e division du Yorshire, unité qui s’est illustrée dans plusieurs localités du secteur en 1917[53].
- Les deux cimetières militaires britanniques conçus par l'architecte britannique Noel Ackroyd Rew (d) :
  - le Grand Ravine British Cemetery situé au sud-est du village.
  - le Lowrie Cemetery Havrincourt, situé près de l'Autoroute.

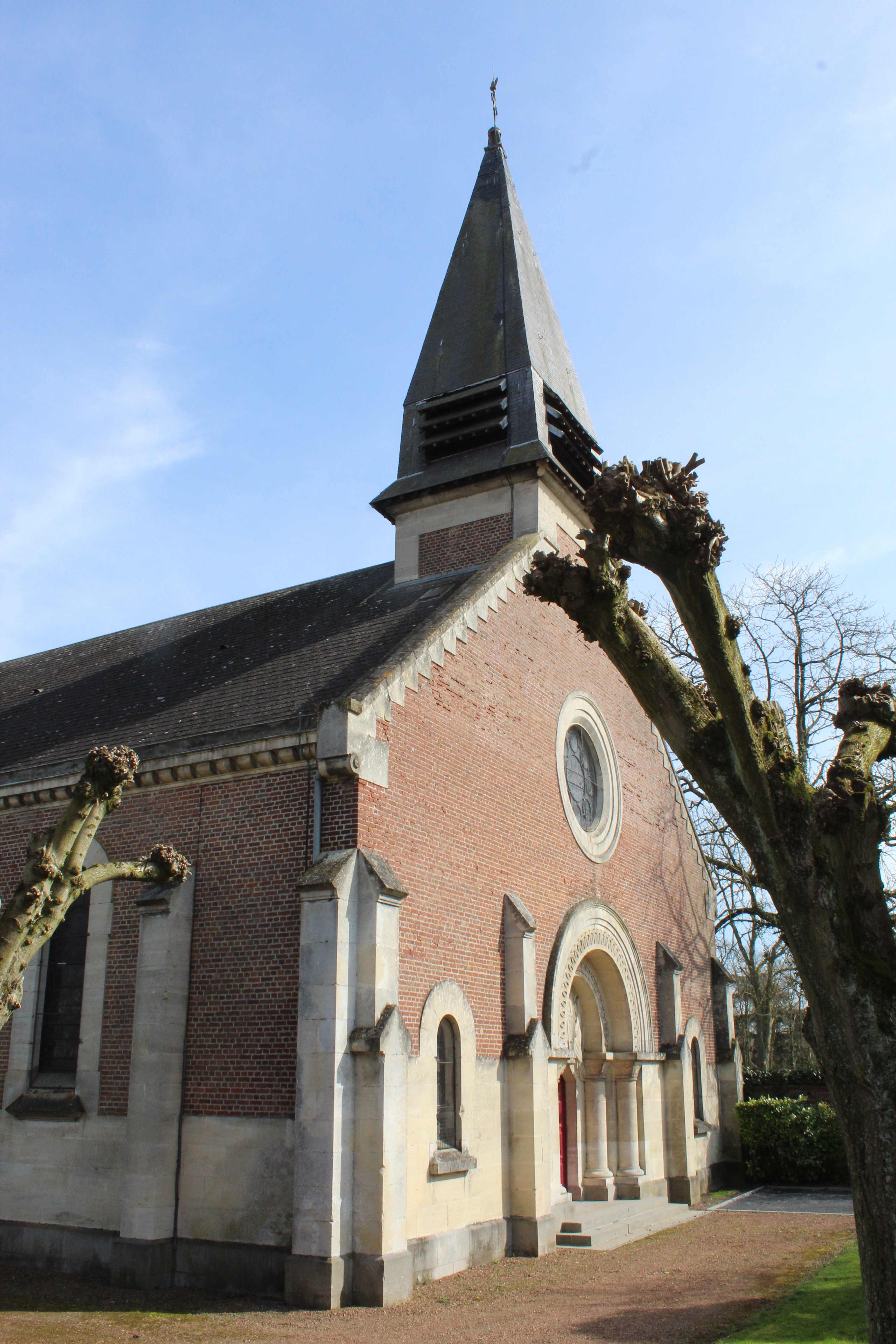
L'église Saint-Géry.
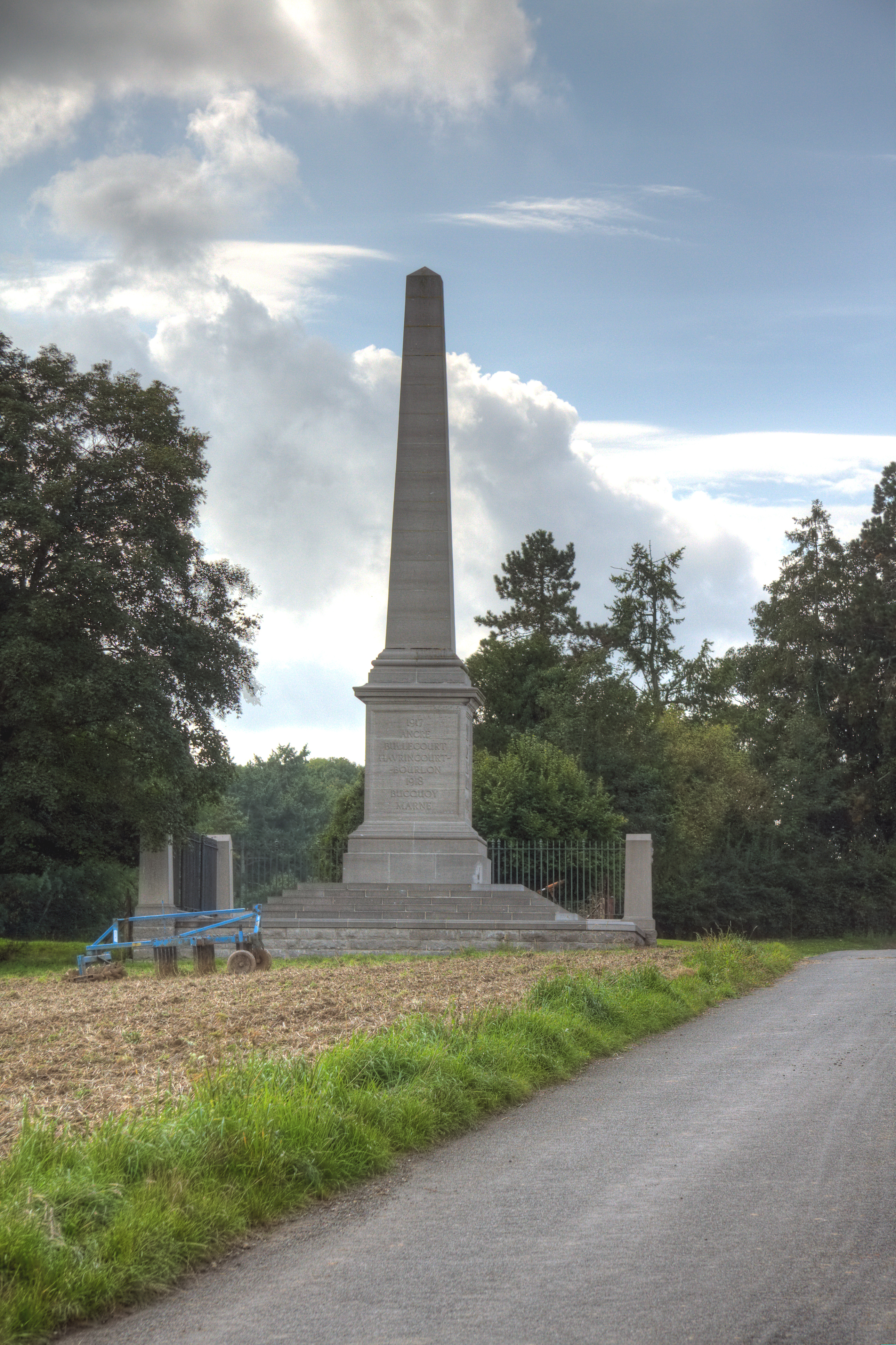
Le monument Anglais.
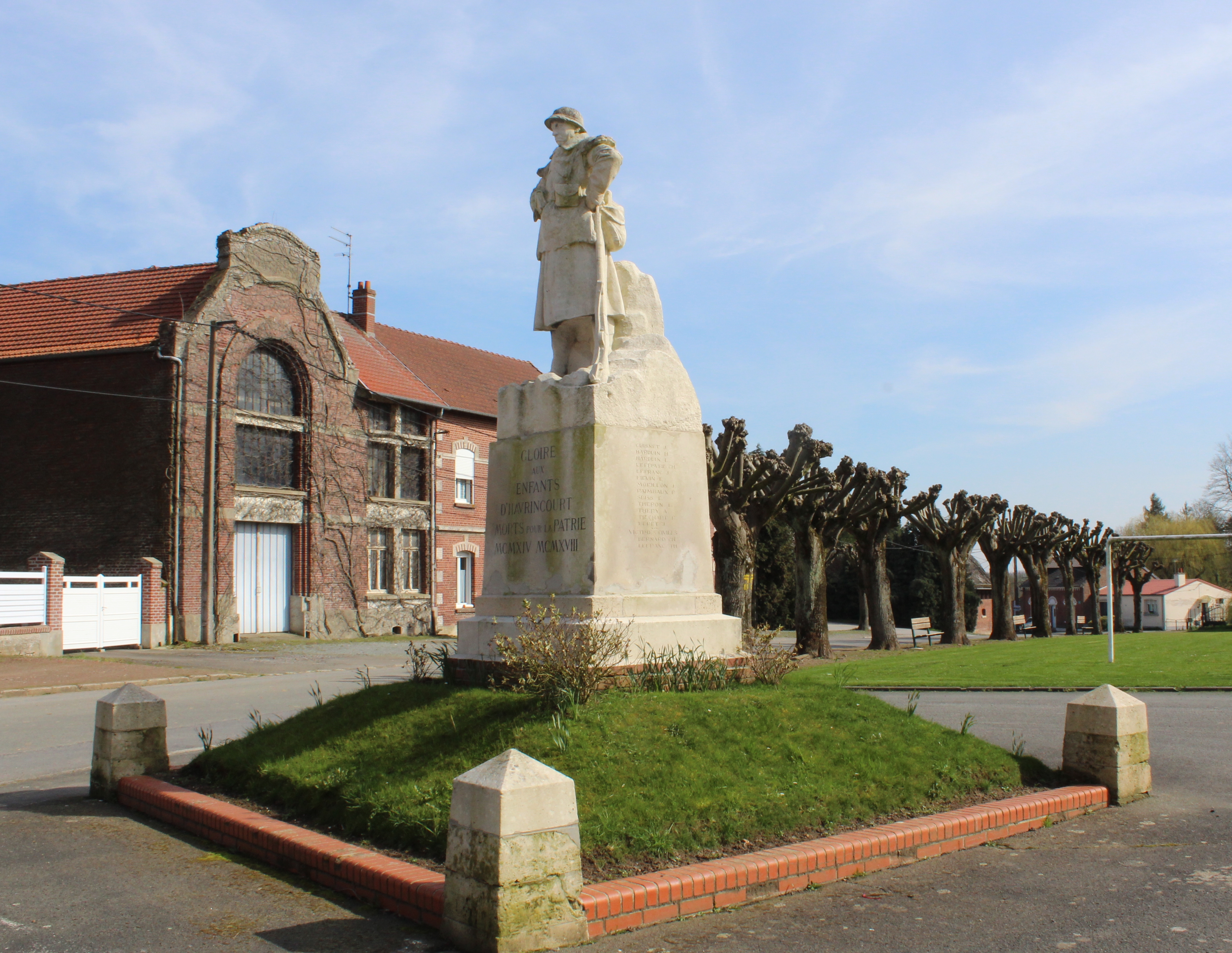
Le monument aux morts.
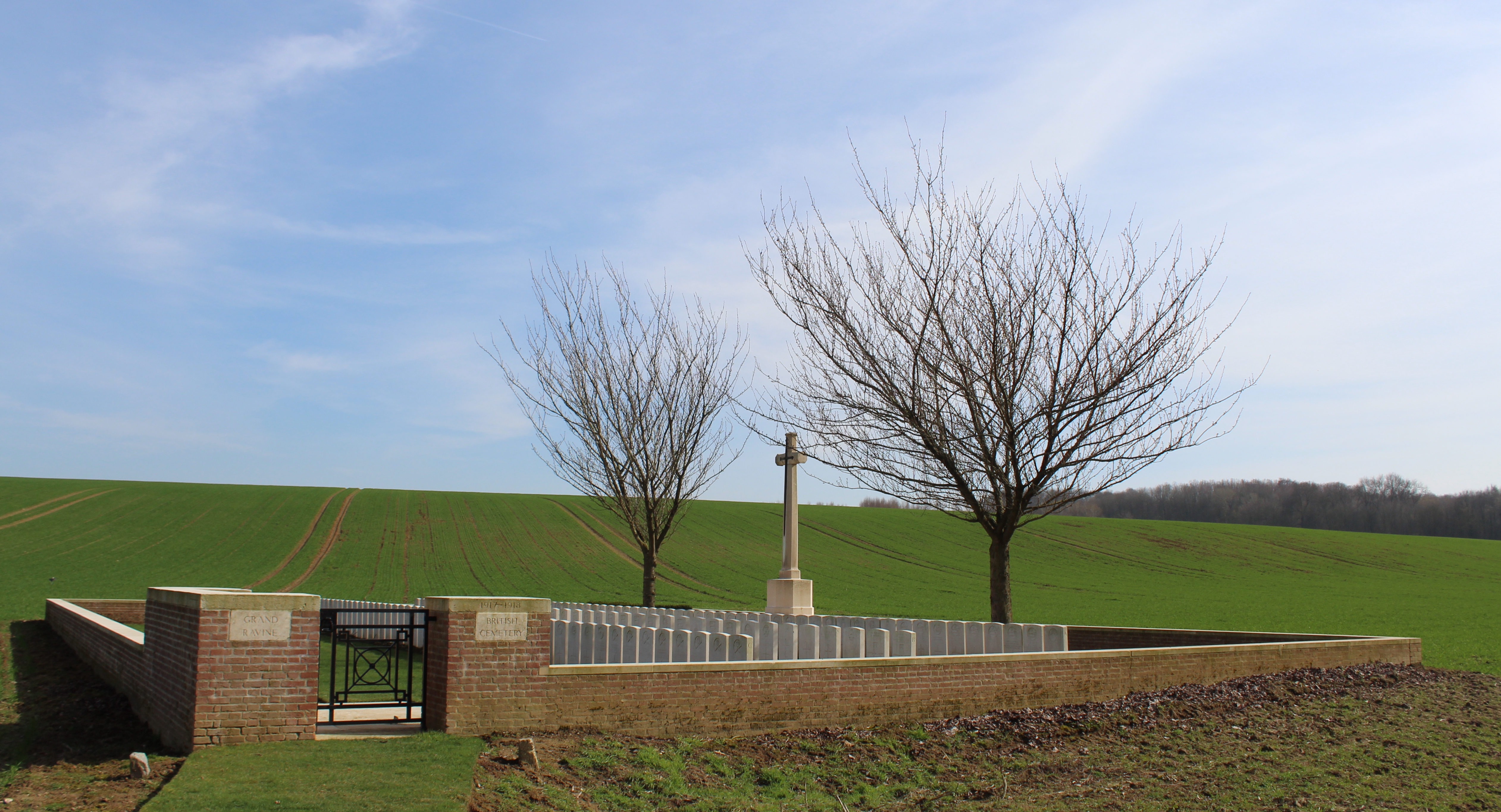
Le Grand Ravine British Cemetery.
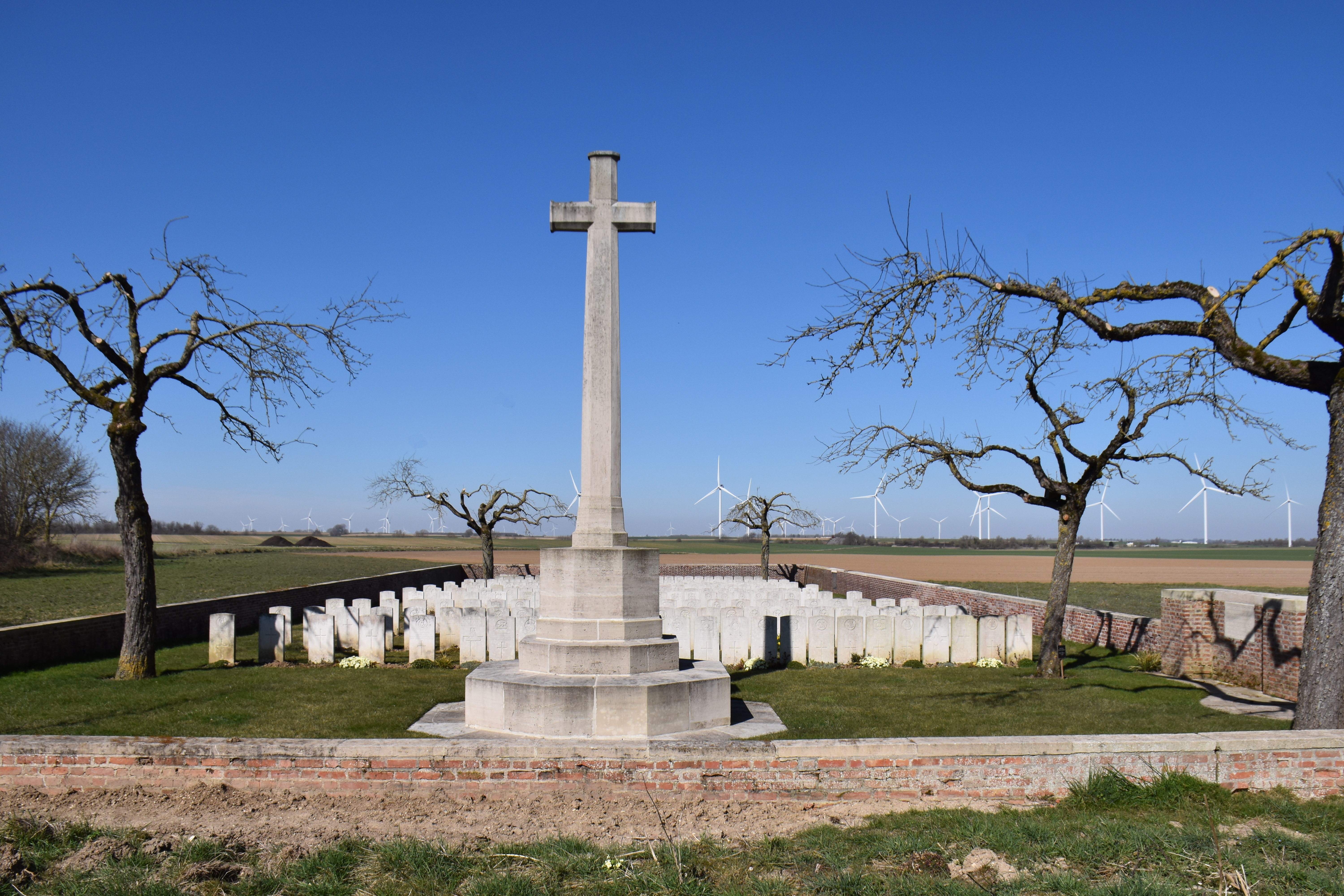
Le Lowrie Cemetery Havrincourt.

### Héraldique
| Blason de Havrincourt | Blason  | Coupé : au 1er de sinople au lion léopardé d'or, au 2e d'hermine; à la divise de sable brochant sur la partition. Ornements extérieursCroix de guerre 1914-1918 |
| Blason de Havrincourt | Détails | Le statut officiel du blason reste à déterminer. |

## Pour approfondir